# KEKB

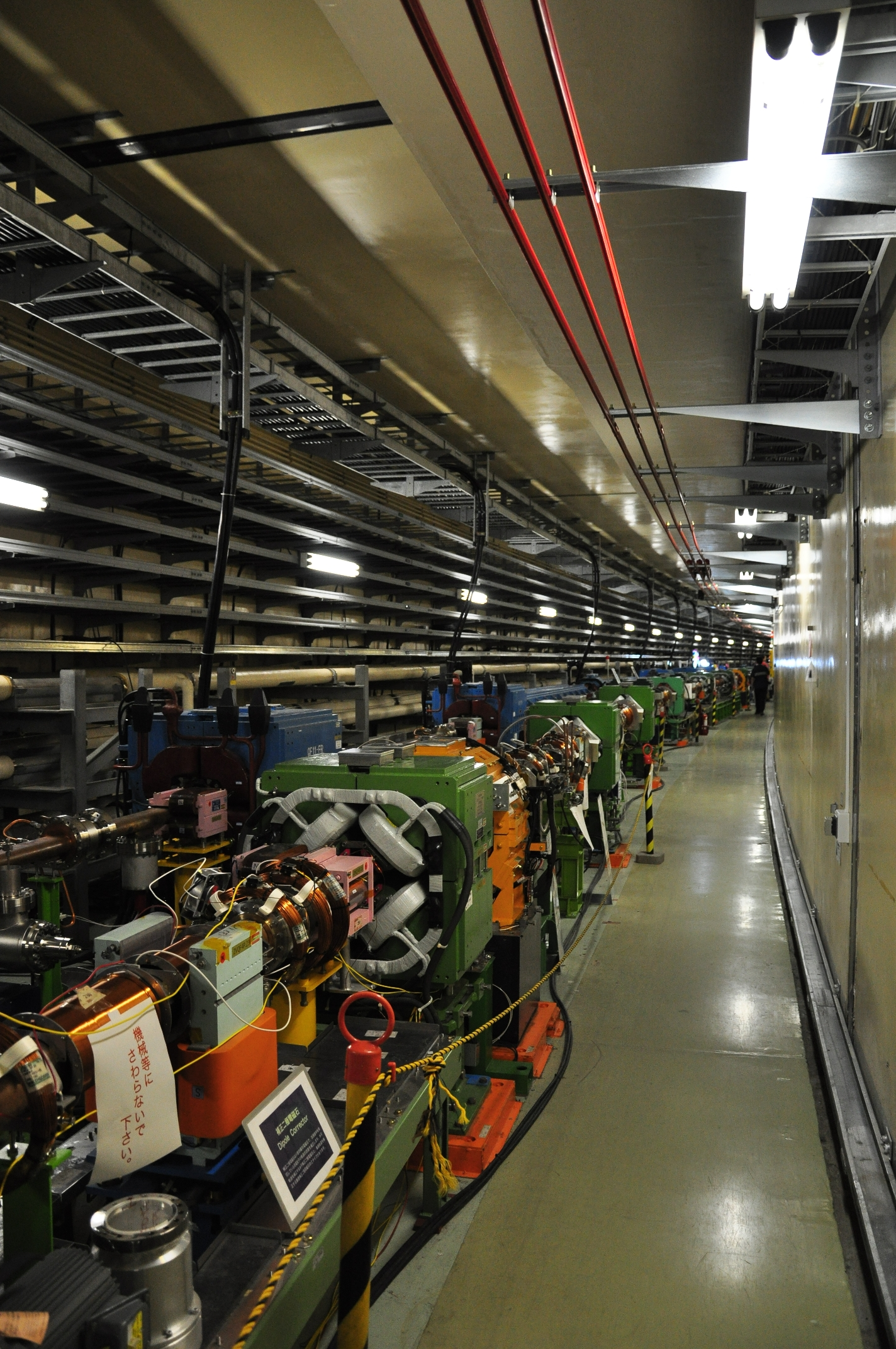
Der Tunnel des Teilchenbeschleunigers KEKB mit den zwei getrennten Speicherringen für Positronen (rechts in grün; unten in der Graphik rot) und Elektronen (links in blau).

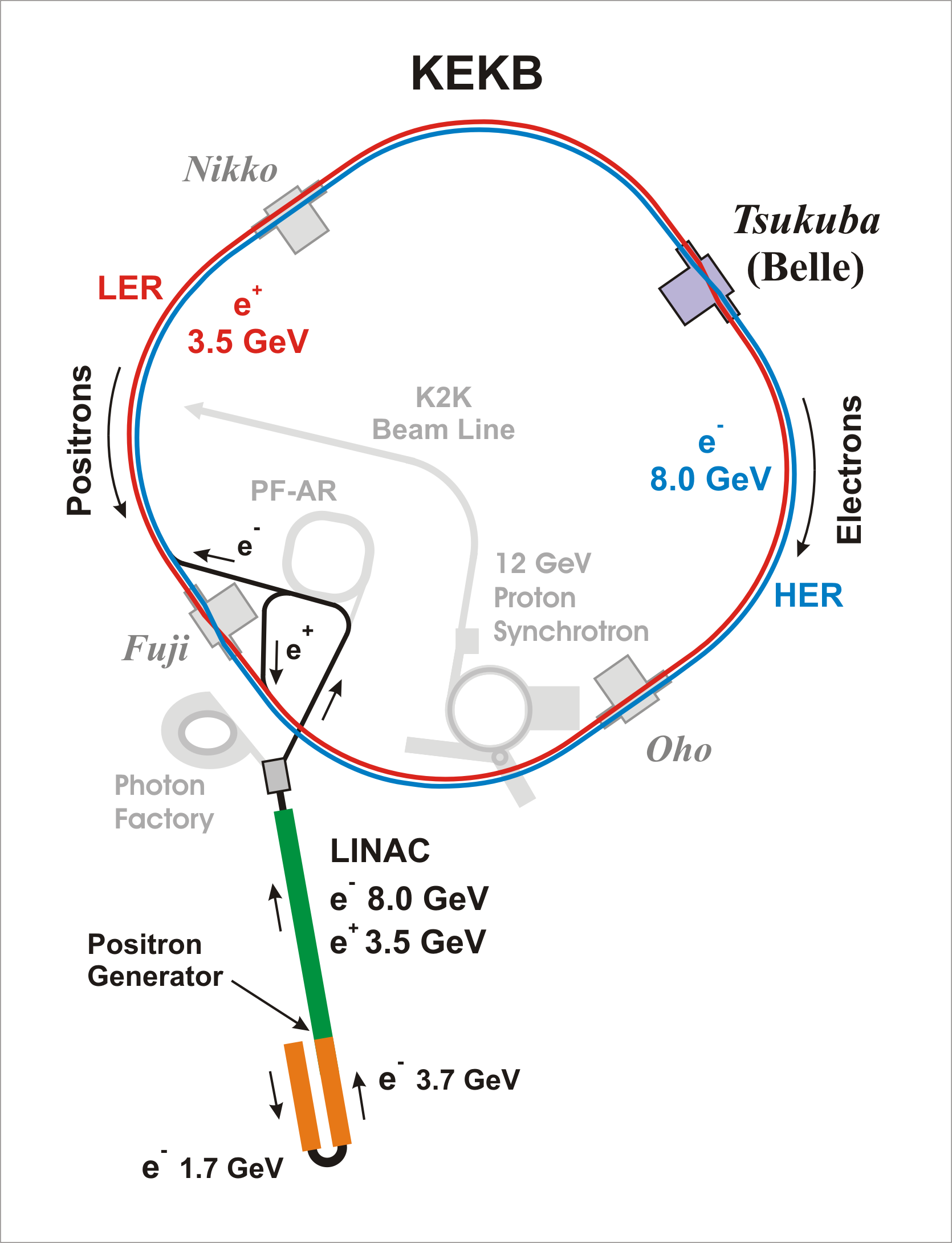
Der KEKB-Teilchenbeschleuniger (B-Fabrik) am Forschungszentrum für Hochenergiephysik KEK in Tsukuba (Japan).

KEKB (KEK-B-factory) war ein von 1998 bis 2010 betriebener Teilchenbeschleuniger-Komplex am japanischen Forschungszentrum KEK in Tsukuba, der für die Produktion von B-Mesonen optimiert war. Dazu wurden mit einem Linearbeschleuniger Elektronen und Positronen auf Energien von 8 beziehungsweise 3,5 GeV beschleunigt, dann in zwei getrennten Speicherringen mit je 3 Kilometern Umfang in Teilchenpaketen (Bunches) zusammengefasst und im Belle-Detektor – wo sich die beiden Ringe kreuzen – gezielt zur Kollision gebracht. Auf Grund der unterschiedlichen Energien der Elektronen und Positronen am Kollisionspunkt, handelte es sich um eine asymmetrische B-Fabrik. Beschleuniger und Detektor waren speziell zur Beobachtung der CP-Verletzung beim Zerfall von B-Mesonen ausgelegt. Seit April 2018 ist der Beschleuniger nach mehrjährigem Um- und Ausbau unter dem Namen SuperKEKB in Betrieb.

## Geschichte
Ende der 1980er Jahre wurden Planungen aufgenommen zum Umbau des am KEK existierenden Teilchenbeschleuniger TRISTAN (1986–1995), die 1993 vom KEK genehmigt wurden, unter der Auflage der maximalen Ausnutzung der vorhandenen Infrastruktur und Technik von TRISTAN. Baubeginn war 1994 und 1998 konnte der KEKB sowie 1999 der Belle-Detektor in Betrieb genommen werden. Ziel war die Erzeugung von B-Mesonen und die Beobachtung der CP-Verletzung bei deren Zerfall. Dazu war im Gegensatz zum Vorgängerprojekt TRISTAN eine 200- bis 300-fache höhere Luminosität erforderlich. KEKB wurde als B-Fabrik mit asymmetrischen Energien konzipiert, wozu zwei getrennte Speicherringe für Elektronen (8 GeV) und Positronen (3,5 GeV) in dem vorhandenen 3 km langen Tunnel von TRISTAN errichtet wurden. Weiterhin war eine Aufrüstung und Verlängerung des ehemaligen Linearbeschleunigers notwendig, da dieser die Teilchen schon mit ihrer Maximalenergie in die Speicherringe einspeisen sollte; der damals als Vorbeschleuniger dienende TRISTAN-Accumulation-Ring wurde nicht mehr benötigt.
Nach einem über zehn Jahre lang erfolgreichen Betrieb, der auch im Nobelpreis für Physik 2008 für Makoto Kobayashi und Toshihide Maskawa mündete, wurde der Betrieb der KEK-B-Fabrik im Juni 2010 eingestellt. Als nachfolgender Beschleuniger wurde am KEK der SuperKEKB gebaut, mit dem Nachfolge-Experiment Belle II. Die neuen Speicheringe wurden Anfang 2016 fertiggestellt und nach einer mehrmonatigen, erfolgreichen Testphase wurde im Folgejahr am Interaktionspunkt der Belle-II-Detektor installiert. Nach einer weiteren Testphase Anfang 2018 erfolgte die Aufnahme des wissenschaftlichen Betriebes 2019.

## Aufbau und Betrieb

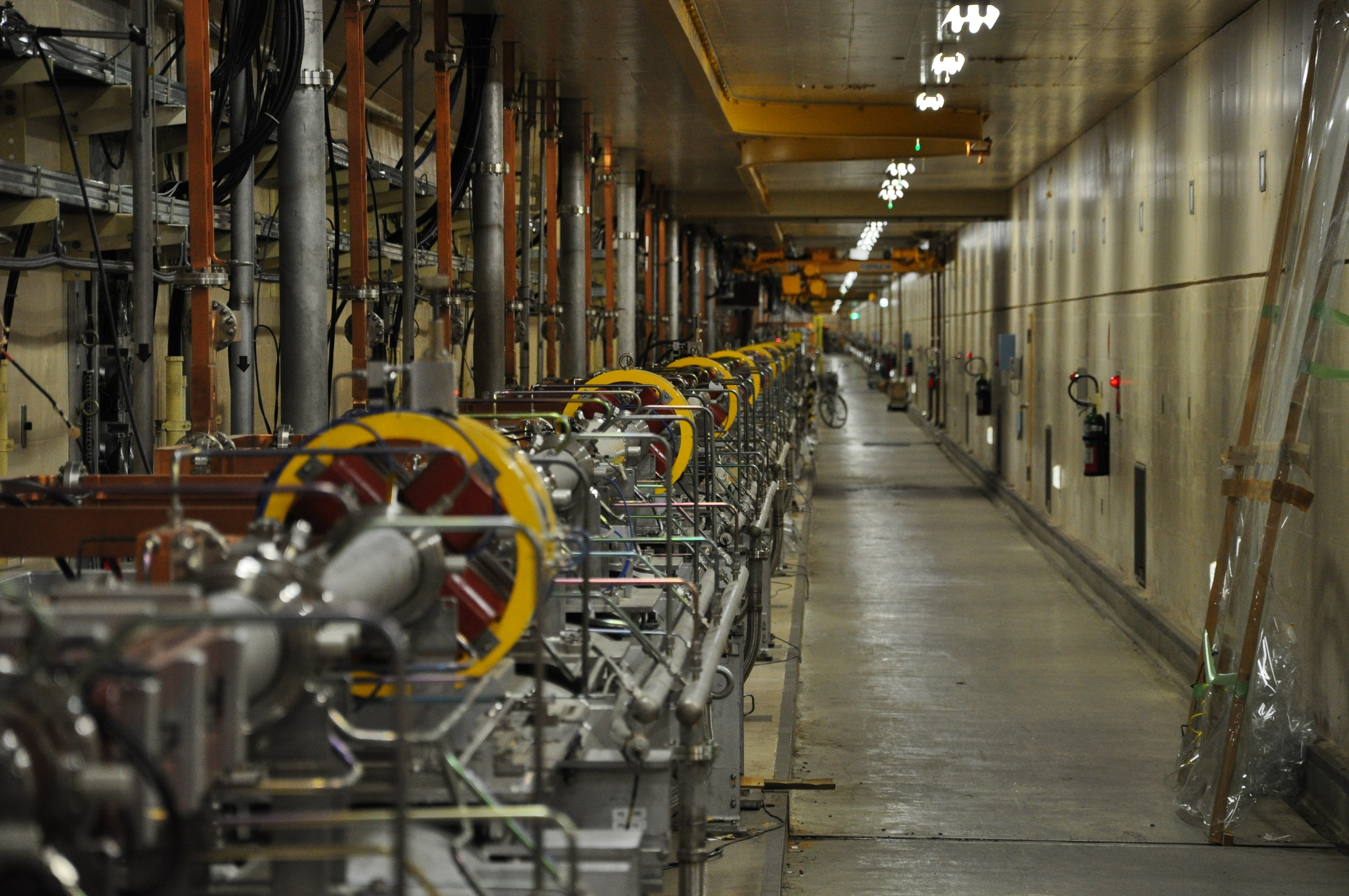
Der Linearbeschleuniger (LINAC) des KEKB

Mit dem Linearbeschleuniger (LINAC) wurden die Elektronen und Positronen auf ihren Maximalenergien von 8 beziehungsweise 3,5 beschleunigt und in den High Energy Ring (HER) mit 8 GeV beziehungsweise in den Low Energy Ring (LER) mit 3,5 GeV eingespeist. Die beiden getrennten Speicherringe haben einen Umfang von 3016 m und kreuzen sich am Interaktionspunkt (Interaction Point) im Belle-Detekter (bzw. später im Belle-II-Detektor) in der Experimentierhalle Tsukuba. In der gegenüberliegenden Experimentierhalle Fuji wechseln die Ringe in unterschiedlichen Höhen ihre horizontale Position, ohne dass die Teilchen miteinander kollidieren. Der Linearbeschleuniger wurde aus Platzgründen in Form eines J gebaut und die Elektronen wurden bei einer Energie von 1,7 GeV um 180° umgelenkt. Die Positronen wurden durch den Beschuss einer 14 mm dicken wassergekühlten Tantalplatte mit 3,7-GeV-Elektronen im unteren Teil des LINAC erzeugt und beide Teilchenarten dann im Hauptteil des LINAC auf ihre Endenergien beschleunigt. Der LINAC hatte eine Gesamtlänge von circa 600 Metern und war damit 200 m länger als sein Vorgänger (TRISTAN).
Die angestrebte Luminosität von 1034 cm−2 s−1 wurde 2003 erreicht. Da sich die Teilchenpakete im Belle-Detektor unter einem Winkel von 22 mrad kreuzen, durchdringen sich dabei die Teilchpakete am Interaktionspunkt nur Teilweise, was die erreichbare Rate von Teilchenkollisionen beschränkt. Durch den Einbau von Crab Cavities 2007, die die jeweiligen Teilchenpakete vor der Kollision leicht drehen, konnte eine bessere Durchdringung erreicht und bis Juni 2009 die Luminosität auf über 2·1034 cm−2 s−1 gesteigert werden; dies stellte seinerzeit den Weltrekord dar (mit TRISTAN wurden nur 5·1031 cm−2 s−1 erreicht und 2006 am BaBar-Experiment des PEP-II 1,2·1034 cm−2 s−1).